# Edward Fenech Adami
Edward Fenech Adami (ismertebb nevén Eddie Fenech Adami, *Birkirkara, 1934. február 7.) 2004-2009 Málta köztársasági elnöke.

## Tanulmányai és családja
Fenech Adami először a birkirkarai St. Aloysius College falai között tanult, ahol 1955-ben végzett, majd a Máltai Egyetemen hallgatott előbb közgazdaságtant, majd klasszikus tudományokat, végül jogot. Diplomáját 1958-ban szerezte meg. Egy évvel később felvették a máltai ügyvédi kamarába.
Nős, négy fiúgyermek és egy leánygyermek édesapja.

## Politikai pályafutása
Már fiatalkorában belépett a konzervatív máltai Nemzeti Pártba, ahol már 1961-ben beválasztották az elnökségbe. 1962-ben megválasztották a párt főtitkár-helyettesévé, emiatt otthagyta az ügyvédi pályát. Négy évvel később a párt főtitkára lett. Emellett 1969-ig a pártközeli Il-Poplu c. hetilap szerkesztője, ekkor választották meg először parlamenti képviselővé.
1978-ban a párt elnökévé választották és ezáltal a parlamenti ellenzék vezetője is lett. Az 1987-es parlamenti választásokat, tizenhat évnyi ellenzéki lét után, a Nemzeti Párt nyerte meg, így Fenech Adami lett Málta új miniszterelnöke. Programjának középpontjában állt a szigetország Nyugathoz való közelítése az addig folytatott semlegességi politikával szemben. 1989 és 1990 között a külügyminiszteri tisztséget, 1992 és 1996 között a munkaügyi tárca feladatait is ellátta. 1996-ban elveszítette a választásokat a baloldali Munkapárt ellen, ekkor újra az ellenzék vezetője lett, de 1998-ban Alfred Sant akkori miniszterelnök elveszített bizalmatlansági indítványa miatt kiírt előrehozott választásokon újra a Nemzeti Párt nyert és Fenech Adami újból miniszterelnök lett. Fő programpontja Málta európai uniós csatlakozása volt. 2003-ban újraválasztották. 2004-ben pártja jelöltjeként megválasztották köztársasági elnöknek, mely pozíciót egy cikluson át viselt 2009-ig, emiatt lemondott a miniszterelnöki és a pártelnöki posztról, helyét Lawrence Gonzi vette át.
2007-ben elnyerte a Magyar Érdemrend nagykeresztje a nyaklánccal és az arany sugaras csillaggal kitüntetést.

## Máltán kívüli tisztségei
Az Európai Kereszténydemokrata Pártok Szövetségének alelnöke volt. Tiszteletbeli tagja a Nemzetközi Raoul Wallenberg Alapítványnak. 2003-ban megkapta a European Voice c. befolyásos brüsszeli laptól az Év Embere Európában díjat Málta integrálásáért.

## Kapcsolódó oldalak
- Málta államfőinek listája
- Málta miniszterelnökeinek listája

| Előző Guido de Marco | Málta elnöke 2004 – 2009 | Következő Ġorġ Abela |